# 山元亀次郎
山元 亀次郎（やまもと かめじろう、1894年〈明治27年〉5月12日 - 1962年〈昭和37年〉3月27日）は、大正から昭和期の政治家・実業家。衆議院議員。通称「山亀」と称された革新の闘士。

## 経歴
鹿児島県大島郡西古見村（焼内村、西方村を経て現瀬戸内町西古見）で、鰹漁業網元・山元十太郎の息子として生まれた。1909年（明治42年）大島郡古仁屋高等小学校を修了。熊本、長崎で船員として務め学費を貯めて、1915年（大正4年）大阪市の桃山中学校（現桃山学院中学校・高等学校）を卒業した。2年間の兵役を経て日本大学専門部法科に入学したが1918年（大正9年）に中退した。
1919年（大正10年）4月、全国学生同盟会、同年12月、日本労働党、1921年12月、対外青年革新協会などをそれぞれ結成して、学生運動、普選運動に尽力した。その後、労働農民党、社会民衆党に入党し衆議院議員総選挙に立候補したが落選した。満州事変を契機に、国家社会主義派に加わり、同派赤松克麿らの社会民衆党脱党に行動を共にし、1932年（昭和7年）5月、日本国家社会党の結成に参画し中央執行委員に就任した。
小林三郎の退職に伴い、1940年（昭和15年）2月に実施された鹿児島県第3区の第20回衆議院議員総選挙再選挙に出馬して青年層の強い支持があって当選し、第一議員倶楽部に所属した。この選挙では秋山定輔の後援を受けた。その後、新体制研究会、新体制促進同志会に加わり、新体制運動に参画したが、1940年8月、新体制促進同志会の即時解散緊急動議提出により除名された。1941年（昭和16年）7月、衆議院議員選挙法違反で起訴され、同月24日、大審院で当選無効訴訟判決が確定して議員を退職した。
戦後、日本社会党の結成に参画。米軍占領下の奄美大島に帰省して、米軍占領反対の演説会を、親類一同の反対を受けながらもその実施を継続した。1954年（昭和29年）2月、第26回総選挙奄美諸島復帰に伴う選挙で、奄美群島選挙区から無所属で立候補したが、法定得票を得た候補者がいなかったため再選挙となる。同選挙で立候補者8名中第7位という下位のため再選挙には出馬せず、政治活動を断念した。
その後、東京の家屋敷を売却し南進興業を設立して、瀬戸内町西古見でマンガン鉱山を経営した。山元はマハトマ・ガンディーを尊敬しており、古仁屋の宿で5度目の断食苦行を行った際に高血圧症となり、1962年3月に死去した。

## 国政選挙歴
- 第16回衆議院議員総選挙（鹿児島県第3区、1928年2月、労働農民党公認）落選[7]
- 第17回衆議院議員総選挙（鹿児島県第3区、1930年2月、社会民衆党公認）落選[8]
- 第18回衆議院議員総選挙（鹿児島県第3区、1932年2月、社会民衆党公認）次点落選[9]
- 第20回衆議院議員総選挙再選挙（鹿児島県第3区、1940年2月）当選[10]
- 第21回衆議院議員総選挙（鹿児島県第3区、1942年4月、非推薦）次点落選[11]
- 第22回衆議院議員総選挙（鹿児島県全県区、1946年4月、日本社会党公認）落選[12]
- 第1回参議院議員通常選挙（全国区、1947年4月、日本社会党）落選[13]
- 第25回衆議院議員総選挙（東京都第2区、1952年10月、左派社会党公認）落選[14]
- 第26回衆議院議員総選挙奄美諸島復帰に伴う選挙（奄美群島選挙区、1954年2月、無所属）法定得票を得た候補者がいなかったため再選挙となる[6]。

## 著作
- 『新日本の活路と原動力』民衆社、1926年。※鹿児島県立図書館所蔵